# Mount Vernon, Texas
Mount Vernon là một thị trấn thuộc quận Franklin, tiểu bang Texas, Hoa Kỳ. Năm 2010, dân số của thị trấn này là 2662 người.

## Dân số
- Dân số năm 2000: 2286 người.
- Dân số năm 2010: 2662 người.